# Елена Одинокова
Елена Одинокова (Упырь Лихой) — российская писательница, литературный критик, сценарист. Книга «Славянские отаку» вошла в короткий список литературной премии «Национальный Бестселлер» 2019 года, чем вызвала скандал в литературной среде.

## Биография
Родилась 7 марта 1979 года в Ленинграде. Окончила РГПУ им. А. И. Герцена.
Проза и критика Елены Одиноковой публиковалась в журналах «Дружба народов», «День и ночь», «Урал», на сетевом информационном портале «Год литературы».

## Литературная деятельность
Елена Одинокова начала свою писательскую деятельность под псевдонимом Упырь Лихой в начале двухтысячных годов, первая публикация — в украинском журнале для геев «Один з нас». Многократный участник Форума молодых писателей в Липках, критик большого жюри премии «Национальный бестселлер», поставившая в 2022 году рекорд по количеству написанных рецензий, и других литературных премий.
С 2002 года — участник и один из лидеров неформального контркультурного проекта «Неоновая литература», начатого современными художниками и культуртрегерами Арсением Жиляевым и Ильёй Долговым.
К литобъединению в разные годы присоединились русскоязычные поэты, прозаики, драматурги: Олег Лукошин, Константин Стешик, Елена Георгиевская, Павел Пряжко Павел Рассолько, Алексей Сомов, Александр Гальпер, Александр Кудрявцев, Николай Зырянов, Юрий Чигвинцев, Максим Матковский и др.
С 2004 участник контркультурного литературного движения «Падонки», в соавторстве с украинским литератором Артёмом Зайцем написала для издательства «Астрель-СПб» книгу «Библия падонков», впоследствии дополненную другими текстами и опубликованную с выходными данными фиктивного издательства «Фолио-СП» без согласия авторов. Эта история стала широко известна благодаря книге Максима Кронгауза «Самоучитель олбанского».
С 2009 редактор контркультураной газеты «Художественная литература и другие хроники нашего времени» (ХуЛi), учредителем которой является Н. Зырянов.
В своём творчестве Елена Одинокова исследует остросоциальные темы, основное внимание уделяет проблемам ЛГБТ и различных субкультур. В книгах присутствуют ненормативная лексика, нестандартные персонажи, затрагиваются темы ксенофобии, подросткового суицида, насилия в семье, буллинга.

## Фильмография
- Горячая линия (2012) художественный фильм, Россия, режиссёр Тихон Макаров (сценарист).
- Читай, читай (2015) документальный фильм, Россия, режиссёр Евгений Коряковский (сценарист).

## Критика
Михаил Шиянов: «Упырь Лихой как будто разбирает все актуальные тексты конца нулевых и из них конструирует свой эпос, наиболее подходящим языком для которого оказывается сетевая речь „падонкафф“. И это не только художественные тексты; в повести „Россия, возродись!“ нетрудно различить огромный субкультурный пласт — от национал-гомосексуализма и группы „Анальная гигиена“, завиральных фанзинов и Тимоти Лири, до политической риторики „Наших“. Упырь к тому же подчёркнуто злободневен: в повести упоминается и Болотная площадь, и селигерские партийные радения, и даже Пояс Богородицы — все это в чудовищном преломлении вымышленной постапокалиптической историографии».
Александр Снегирёв: «В рассказе [Упыря Лихого] нет вялого интеллигентского пережёвывания кухонных тем, нет страдания по безвременно ушедшей державе и почившей культуре, нет трусливого желания держаться за подол Великой Русской Литературы, то и дело озираясь, что-то она, великая, скажет».
Михаил Визель: «Конечно, политика, особенно политика традиционная, переполнена доминированием-подчинением, и описание её языком БДСМ — далеко не новость. Но всё-таки Упырю явно не хватает чувства меры».

## Статьи и примечания
- «В литературе должна быть социальная справедливость». Упырь Лихой о домашних питомцах, патриотизме и мате в книгах
- Артемий Троицкий заметил «мутации» в российской цензуре
- Упырь Лихой «Славянские отаку»
- Выбор шеф-редактора: «Национальный бестселлер»
- Сокол или кадавр? Путеводитель по шорт-листу премии «Национальный бестселлер-2019»
- «Современная российская литература — это мат, ругань, однополая любовь и много секса»
- Садомазо и «второй Пелевин»: что читать из шорт-листа «Нацбеста»
- Три вопроса важным писателям современной России
- Что сказал упырь?